# Poleana, Smolean
Poleana (în bulgară Поляна) este un sat în comuna Rudozem, regiunea Smolean,  Bulgaria. 

## Demografie
Componența etnică a satului Poleana
     Bulgari (79,12%)
     Nicio identificare (20,87%)
     Altele (0%)
La recensământul din 2011, populația satului Poleana era de 91 locuitori. Din punct de vedere etnic, majoritatea locuitorilor (79,12%) erau bulgari. Pentru 20,87% din locuitori nu este cunoscută apartenența etnică.